# Gorgan
Gorgan (persisch گرگان, DMG Gorgān) ist die Hauptstadt der iranischen Provinz Golestan und hat laut Schätzung im Jahr 2012 312.323 Einwohner. Gorgan liegt etwa 30 km von der Südostküste des Kaspischen Meeres entfernt.

## Geographie
Gorgan liegt ca. 400 km von Teheran, der Hauptstadt Irans, entfernt. Ungefähr 150 km östlich von Gorgan befindet sich der Nationalpark Golestan. Die Stadt Gorgan war lange Zeit der Endpunkt der Transiranischen Eisenbahn, bevor sie nach Turkmenistan verlängert wurde. Die Stadt verfügt über einen internationalen Flughafen, eine Oper (Talar-e Fachreddin As’ad Gorgani), die Kaserne der 30. iranischen Armee und mehrere Universitäten.
Der Fluss Rud-e Gorgan trocknete im Zuge der wachsenden Industrialisierung der Stadt nach der Islamischen Revolution teilweise aus und wurde verschmutzt.

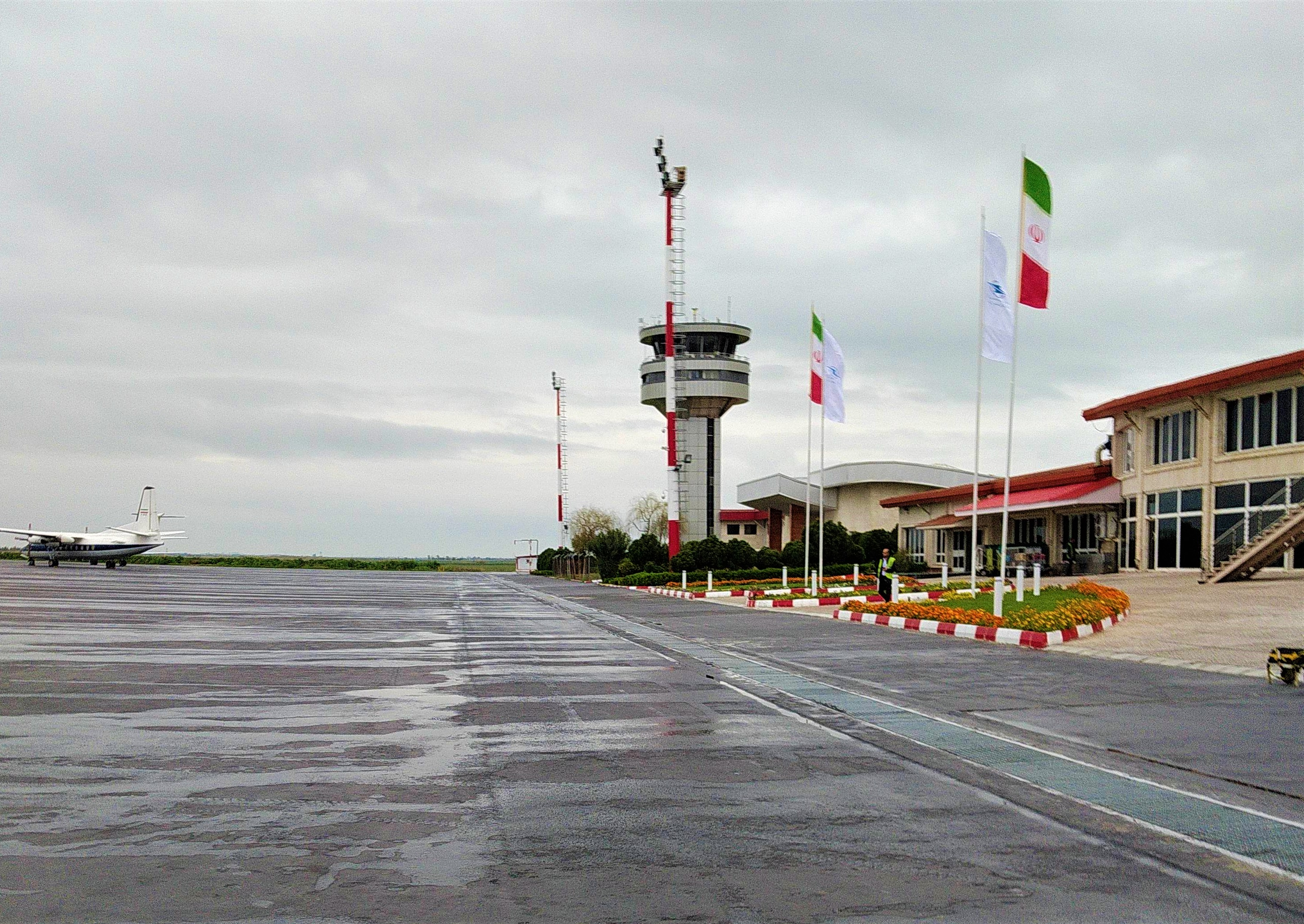
Flughafen Gorgan

## Name
In späteren Zeiten wurde die Stadt wie folgt genannt: Astara, Astarwa, Satarabad, Astarbad, Astrabad oder Astarabad bis 1937 (=Sternenstadt; Astar, Setare  bedeutet Stern). Die arabische Bezeichnung der Stadt ist جرجان Dschurdschān, DMG Ǧurǧān. Weitere in der Vergangenheit in Büchern verwendete Namen sind: Waharkaneh, Warganeh, Sadrakart, Sadrakarta, Gorgin, Garjasstan, Varjan und Astareh.
Über den Ursprung des Namens Gorgan (altpersisch 𐎺𐎼𐎣𐎠𐎴 Varkâna, deutsch ‚Wolfsland‘) gibt es unterschiedliche Meinungen. Das Gebiet ist und war stark von Wölfen bevölkert. Zudem soll hier zum ersten Mal ein Tier – der Wolf – als selbstständige Kriegswaffe in großer Zahl abgerichtet worden sein.
Gorgan ist nicht zu verwechseln mit der frühmittelalterlichen Ausgrabungsstätte Gurgan (Ǧurǧān) in der Nähe der Stadt Gonbad-e Qabus, ebenfalls in der Provinz Golestan, und mit der mittelalterlichen Ruinenstadt Gurgandsch (Urganj) weiter nördlich in Turkmenistan (heute Köneürgenç).

## Geschichte

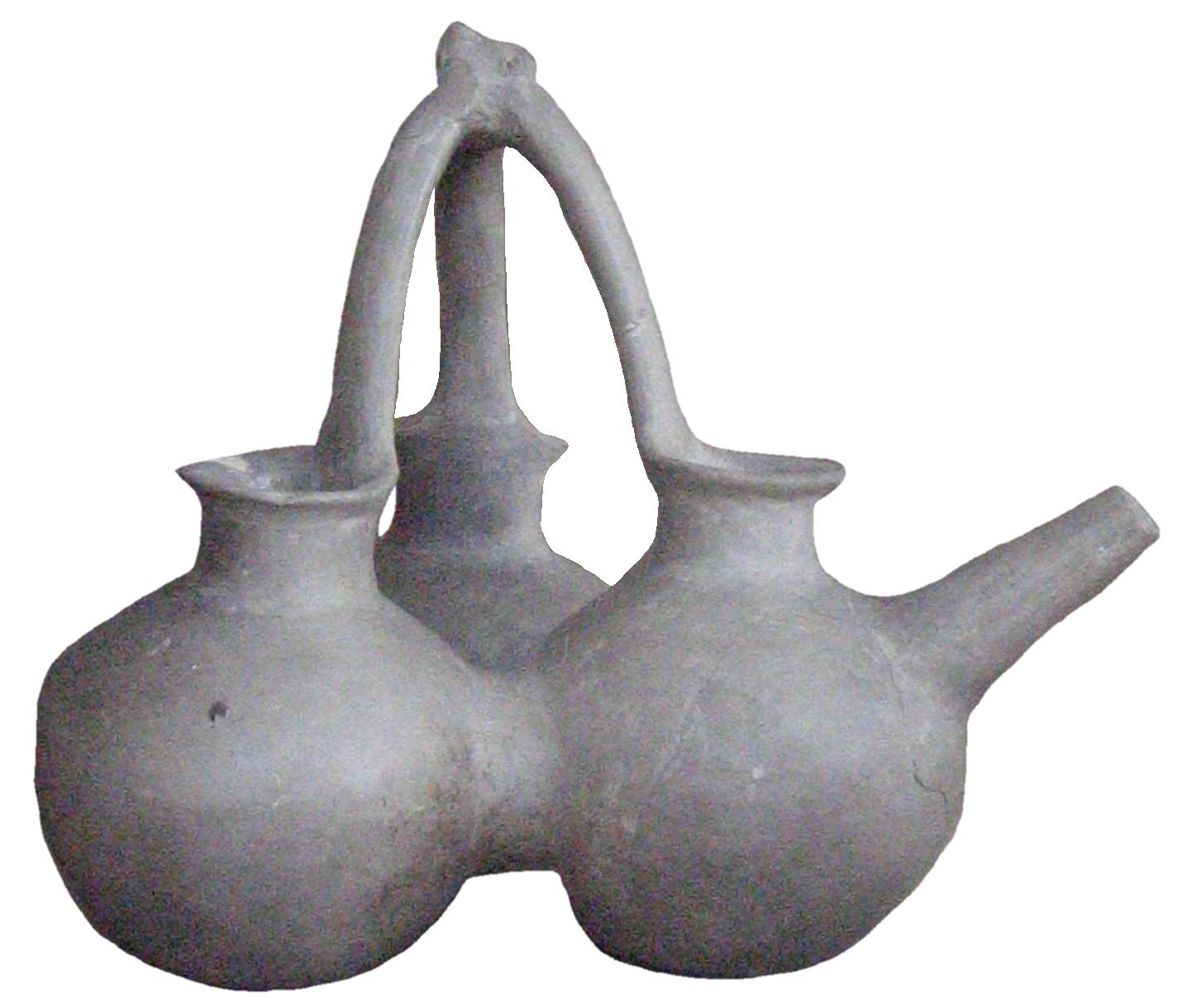
Fund aus dem späten 2. Jahrtausend v. Chr., Schah Tepe, Gorgan

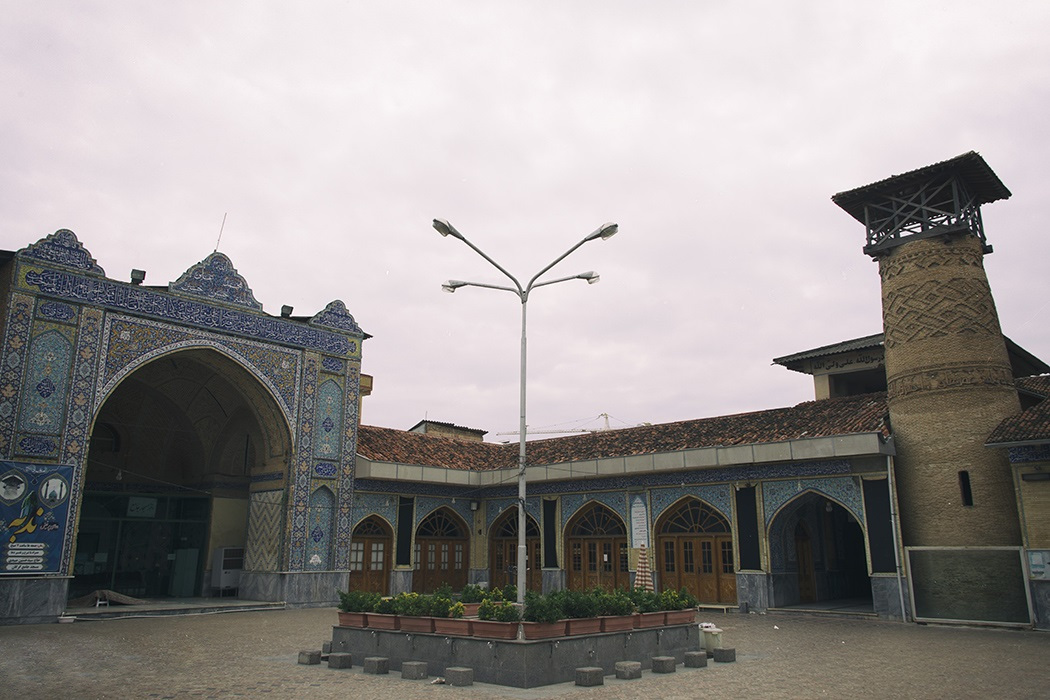
Große Moschee von Gorgan

In der Nähe der Stadt befinden sich zahlreiche Grabhügel aus vorislamischer Zeit. Die Grabhügel wurden während des Bürgerkriegs im Ersten Weltkrieg von den Turkmenen zur Kommunikation über weite Strecken eingesetzt.
Die Stadt war Teil des antiken persischen Reiches. Geschichtlich wird das Gebiet auch Taparistan (arabisierte Version: Tabaristan) genannt. Der griechische Name Hyrkania bezeichnete die gesamte Region in Nordostiran. Das Kaspische Meer wurde von den Griechen auch das Hyrkanische Meer genannt.
Dieser Außenposten war sehr stark den turk-mongolischen Überfällen ausgesetzt und des Öfteren vernichtet worden. Auch die südlich wohnhaften Perser und die Araber sahen in dieser aufsässigen Stadt eine Brutstätte des Widerstandes und bezeichneten die Bewohner als „Wilde“. Die Stadt war eines der Reichszentren des Parthischen Reiches. Hier hielt sich lange Zeit auch die Parsische Religion hartnäckig gegen die Islamisierung, bis die Stadt schließlich zerstört wurde.
Außerdem wurden aus Gorgan nach langer Tradition die höchsten Offiziere der altpersischen Großkönige, die Leibgarde, insbesondere die Unsterblichen Garde rekrutiert. Die Frau des persischen Großkönigs Dareios I. stammte ebenfalls aus Gorgan.
Die Stadt zählte gegen Ende des Iran-Irak-Krieges zu den wenigen Städten, in denen als Schulunterrichtsfach Ta‘limāt-e neẓāmī (Militärkunde) eingeführt wurde. Neben dem Koranunterricht zählte Militärkunde zu den Fächern, die über eine Versetzung in die nächste Klasse entschieden. Lehrer mussten in Gorgan auf dem Schießstand in dem Viertel Kuye Golha einen militärischen Auffrischungskurs absolvieren.
Gorgan wurde während des Iran-Irak-Krieges trotz häufiger Androhungen des damaligen irakischen Machthabers Saddam Hussein nur wenige Male tatsächlich das Ziel irakischer Luftangriffe.

## Ausbildung

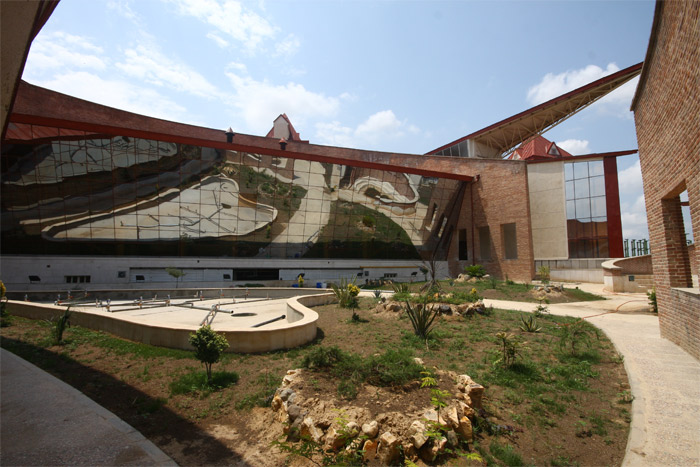
Mirdamad-Kulturinstitut von Gorgan

In Gorgan gibt es mehrere Universitäten:
- Universität für Agrarwissenschaften & Naturquellen von Gorgan
- Universität Golestan
- Islamische Asad Universität von Gorgan
- Medizinische Universität Golestan
- Medizinische Universität Gorgan
- Payam Noor Universität von Gorgan

## Sehenswürdigkeiten
- Naharchoran-Wald
- Alangdarre-Wald
- Tuskestan-Wald
- Hezarpitsch-Hügel
- Ghal'e-Chandan, sassanidische archäologische Fundstätte (wahrscheinlich die antike Residenz Zadracarta)
- Na'lbandan-Basar
- Große Moschee von Gorgan
- Archäologisches Museum Gorgan
- Palastmuseum Gorgan
- Große Mauer von Gorgan
- Torang Tappe (oder Tureng Tepe[4]), archäologische Fundstätte zwischen Schah Tepe und Yarim Tepe.
- Ghorogh, ein armenischer Vorort von Gorgan mit historischen unterirdischen Behausungen, die als Versteck vor den Türken dienten.

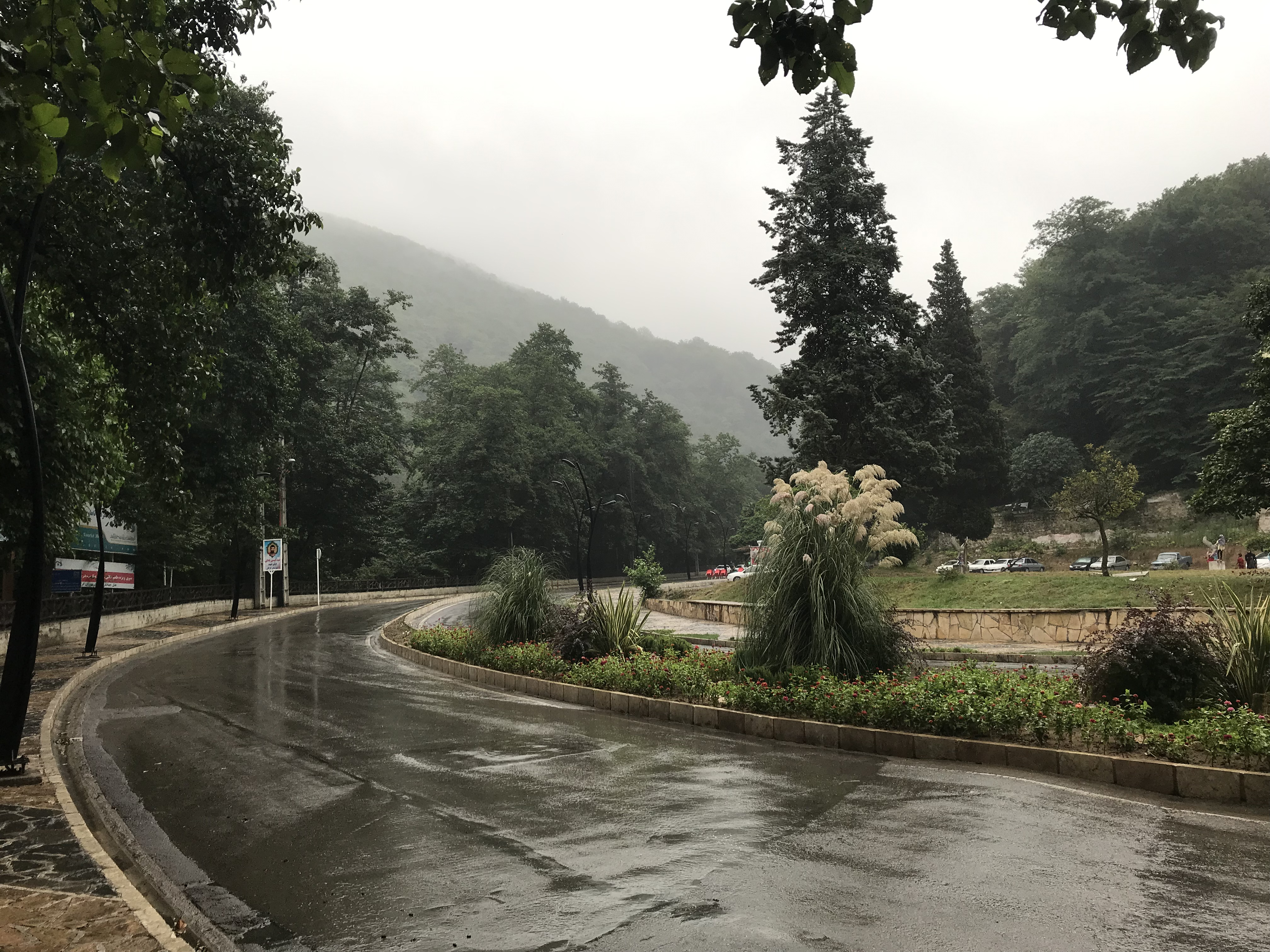
Das Ende des Naharchoran-Waldes und der Beginn der Ziarat-Straße
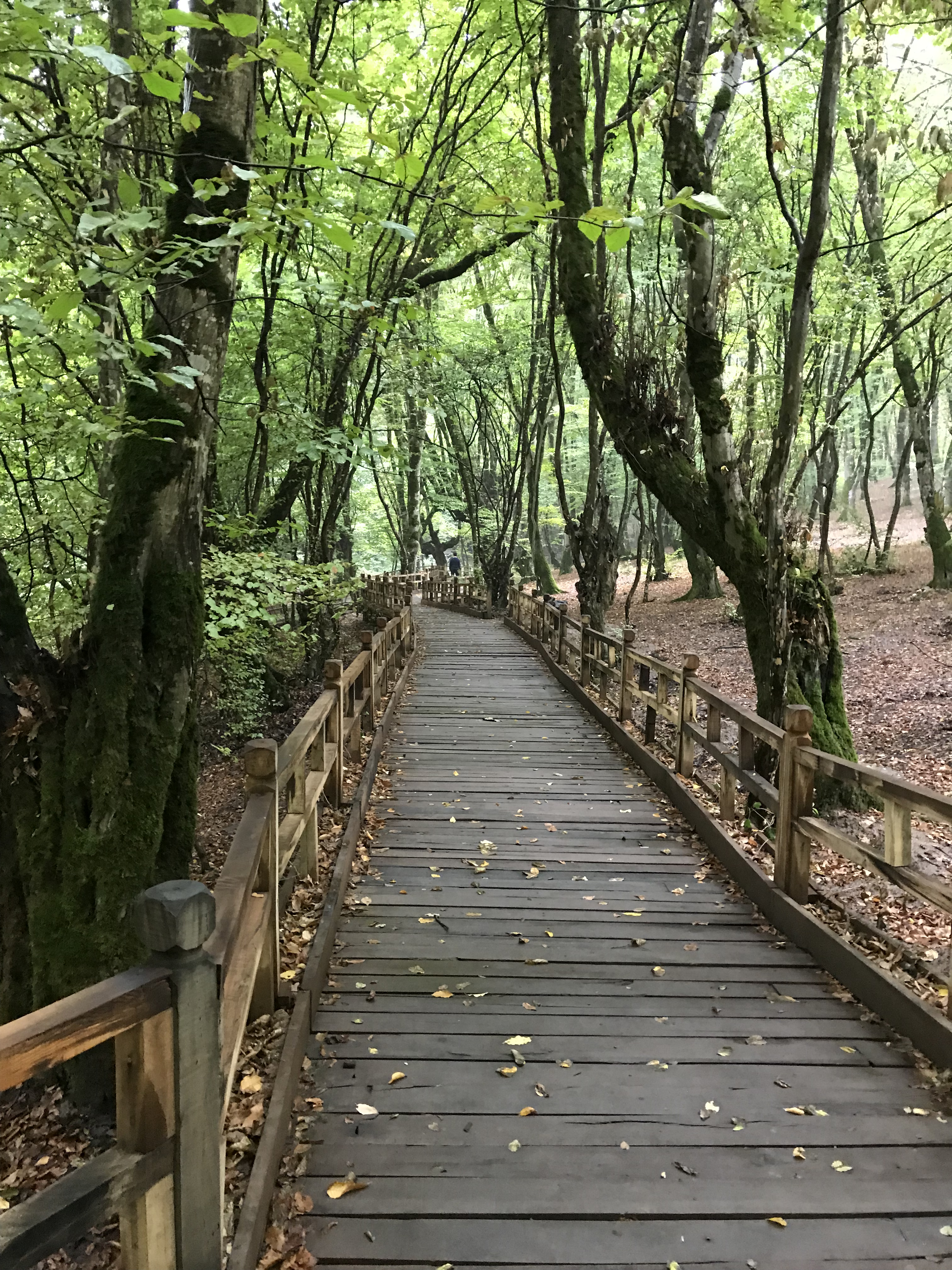
Alangdarre-Wald
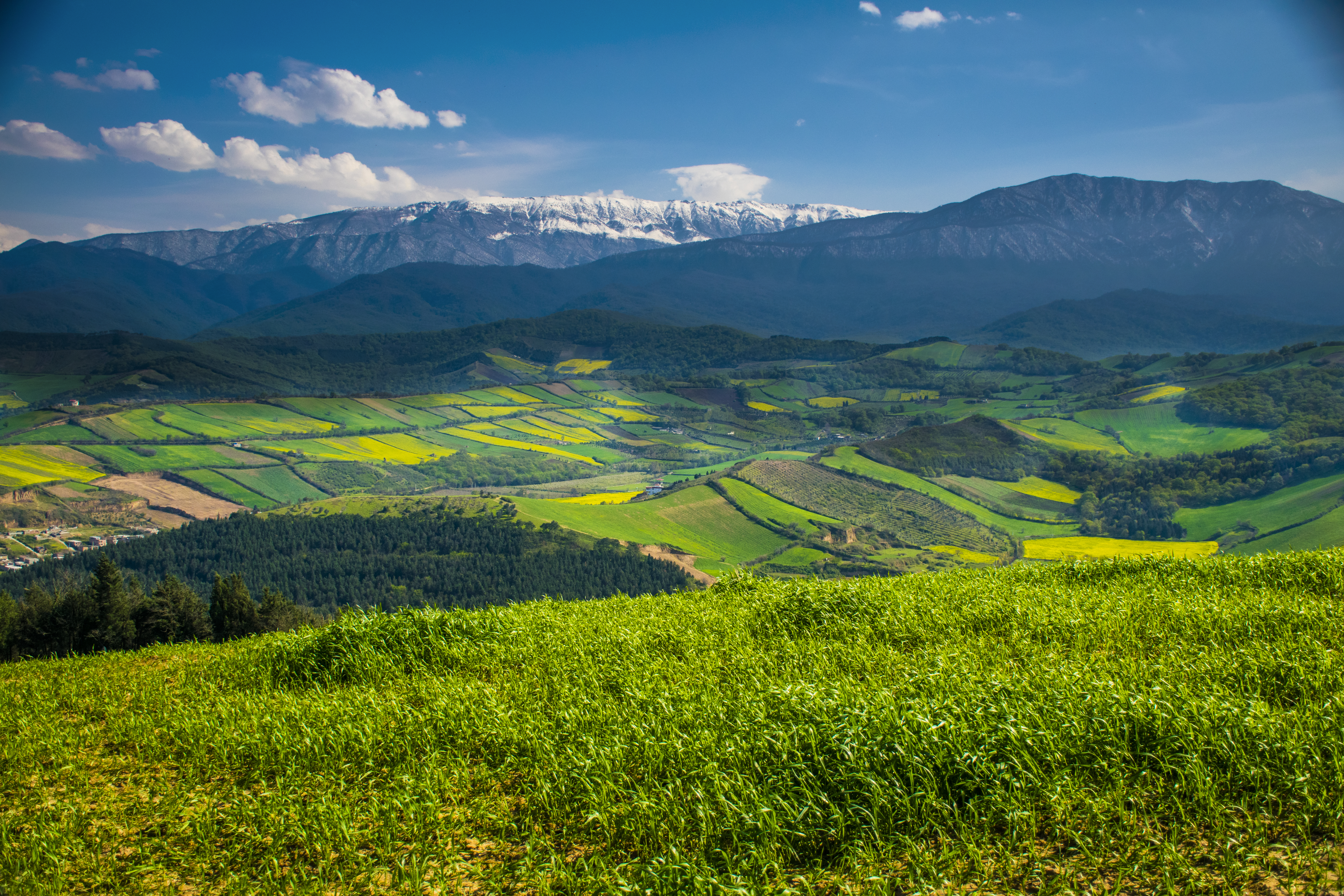
Blick auf dem Hezarpitsch-Hügel
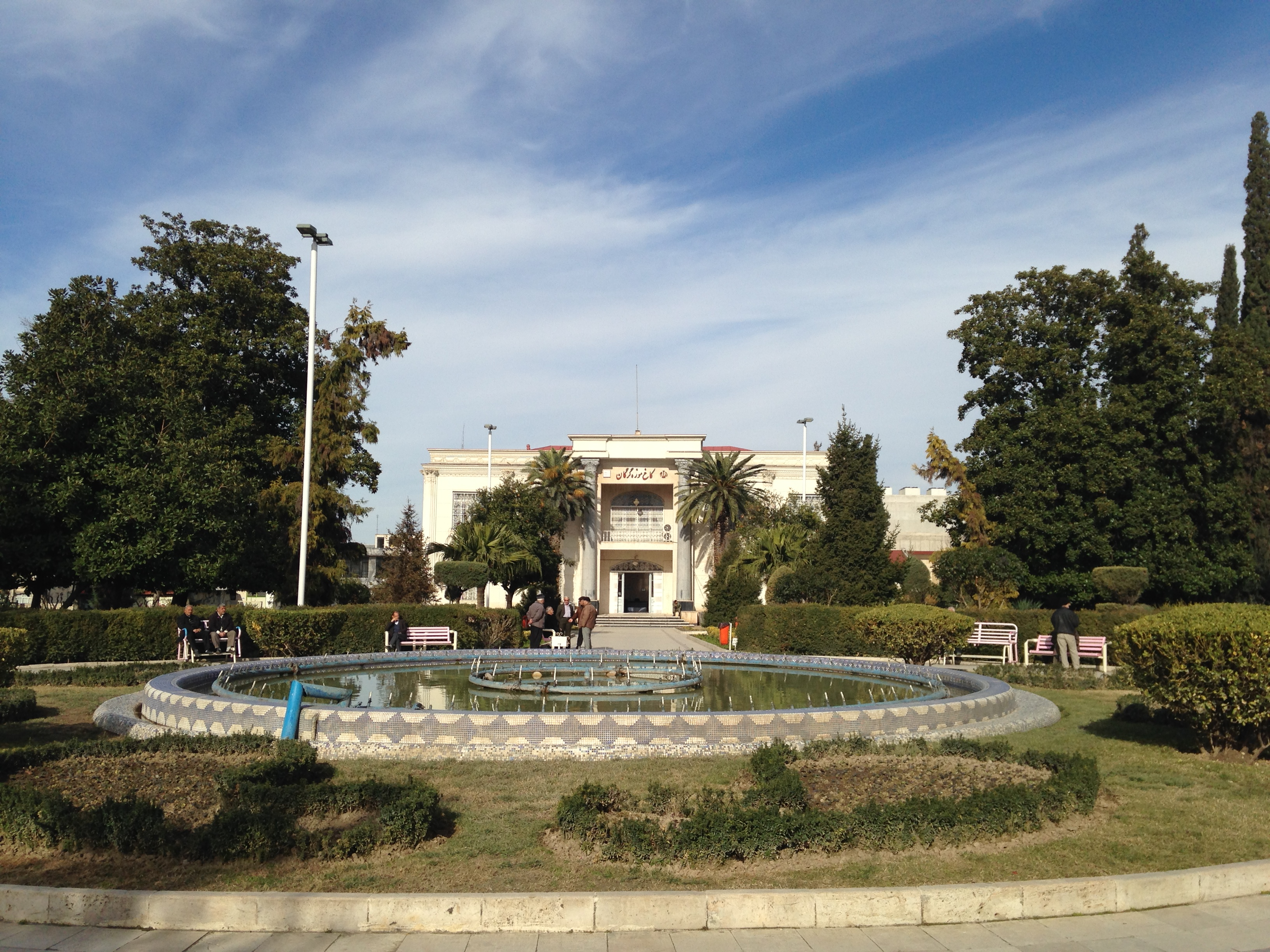
Palastmuseum Gorgan
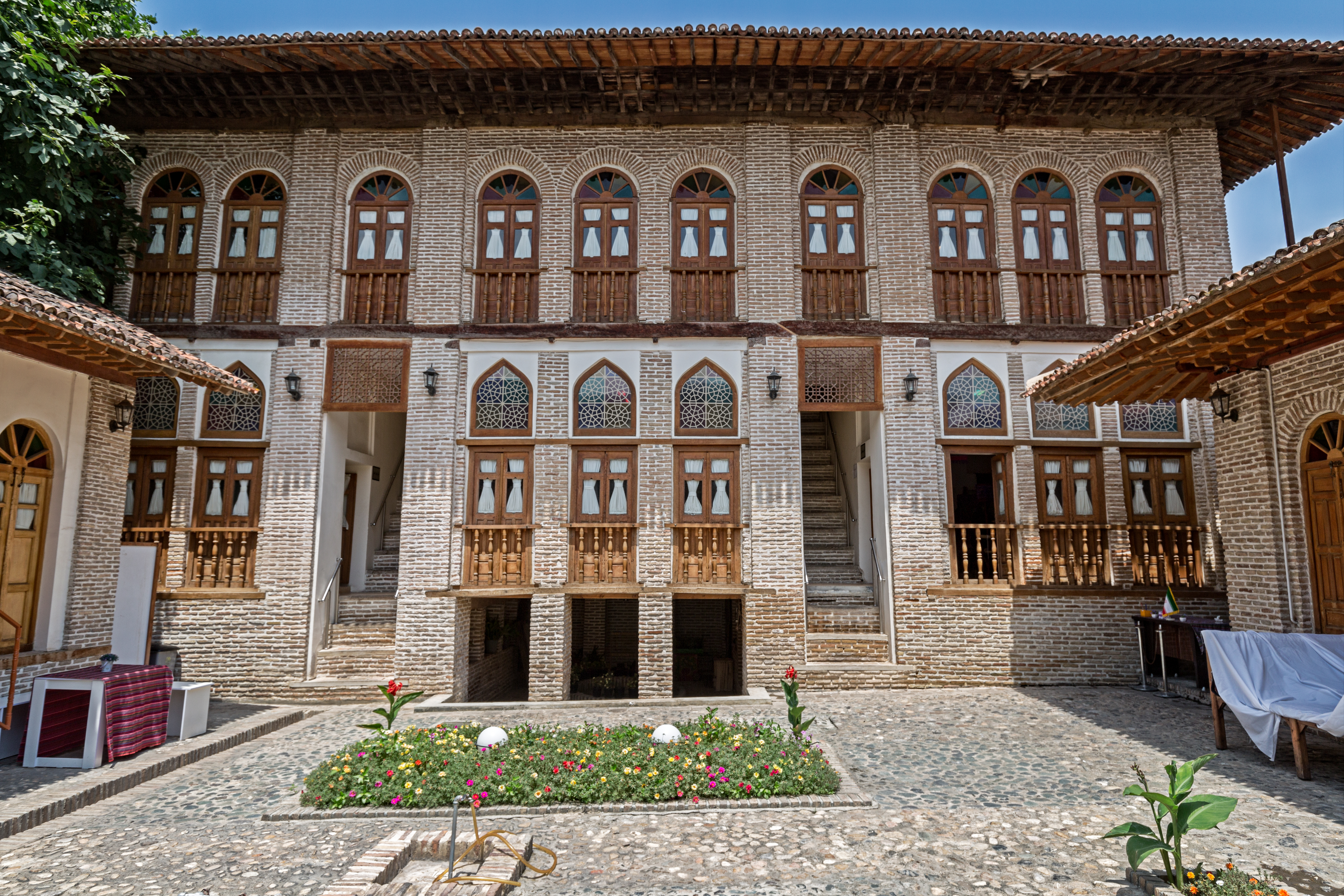
Haus Amirlatifis, historisches Haus, Astarabadi-Stil der iranischen Architektur

## Söhne und Töchter der Stadt
- Fakhr-od-Dīn Ās’ād Gorgānī (unbekannt–wahrscheinlich 1054), Dichter (10. Jahrhundert), Verfasser des Epos Wīs und Ramīn
- Mohammad Reza Lotfi (1947–2014), Komponist und Sänger
- Sharif Lotfi, Komponist
- Ismaʿil ibn Hossein Gorgani, königlicher Mediziner
- Ali Reza Sookhtehsaraey, Weltmeister im Ringen
- Ayatollah Seyyed Ziaoddin Esterabadi, Islamgelehrter
- Abd al-Qāhir al-Jurjānī, Grammatiker und Buchgelehrter
- Abu Sa’id al-Darir al-Jurjani, Astronom und Mathematiker
- Abu Sahl al-Masihi al-Jurjani (al-Masihi), Mediziner und Lehrer von Avicenna
- Zayn al-Din al-Jurjani, königlicher Mediziner
- Fazlallāh Astarābādī (1339/40–1394), Mystiker und Gründer des Hurufismus
- Rustam Gorgani, Mediziner
- Mir Damad, islamischer Gelehrter und Philosoph
- Mirza Mehdi Khan Astarabadi, Ministerpräsident zu Zeiten Nader Schahs
- Babak Jalali (* 1978), Drehbuchautor und Filmregisseur
- Reza Asadi (* 1996), Fußballspieler
- Aref Gholami (* 1997), Fußballspieler
- Parham Maghsoodloo (* 2000), Schachspieler

## Weiterführende Literatur
- M. Y. Kiani: The Islamic City of Gurgan (= Archaeologische Mitteilungen aus Iran. Band 11). Deutsches Archäologisches Institut (Abteilung Teheran), Berlin 1984.
- M. Y. Kiyani: Jurjān. In: Iran. Band 11, 1983, S. 196.